# Saskatchewan Highway 16
Der Highway 16 der kanadischen Prärieprovinz Saskatchewan ist Bestandteil des Trans-Canada Highway-Netzes. Dieser Teil firmiert unter dem Namen Yellowhead-Highway und führt über die Provinzen British Columbia, Alberta und Saskatchewan nach Manitoba. In allen vier Provinzen wird die Route mit der Nummer 16 ausgezeichnet. Der Teil in Saskatchewan hat eine Länge von 690 km und ist dabei, als sogenannte Core Route, Bestandteil des kanadischen National Highway System.

## Streckenverlauf
Die Strecke beginnt an der Grenze zu Alberta in der Stadt Lloydminster, die sowohl zu Alberta als auch zu Saskatchewan gehört, am Alberta und Saskatchewan Highway 17. Sie führt nach Osten und gelangt ca. 50 km westlich von Battleford ins Tal des North Saskatchewan Rivers. Diesem folgt der Highway, um ihn dann bei Battleford zu queren. Bei Langham wird der Fluss ein zweites Mal überquert, der Fluss wird jedoch damit auch verlassen. Der Highway führt weiterhin in südöstlicher Richtung und gelangt zur größten Stadt der Provinz, Saskatoon. Sie führt als Ortsumfahrung im Norden und Osten um die Stadt und trifft dabei auf mehrere Highways, die das Umland von Saskatoon erschließen. In Saskatoon wird zudem der South Saskatchewan River überquert. Östlich von Saskatoon gelangt man mit Highway 16 dann an die Quill Lakes, die größten kanadischen Salzseen. Die Route verläuft daraufhin in südöstlicher Richtung und umgeht die Stadt Yorkton im Nordosten. Vorbei an Langenburg trifft der Highway dann auf die Provinzgrenze zu Manitoba und wird dort als Manitoba Highway 16 fortgeführt.

## Beschilderung

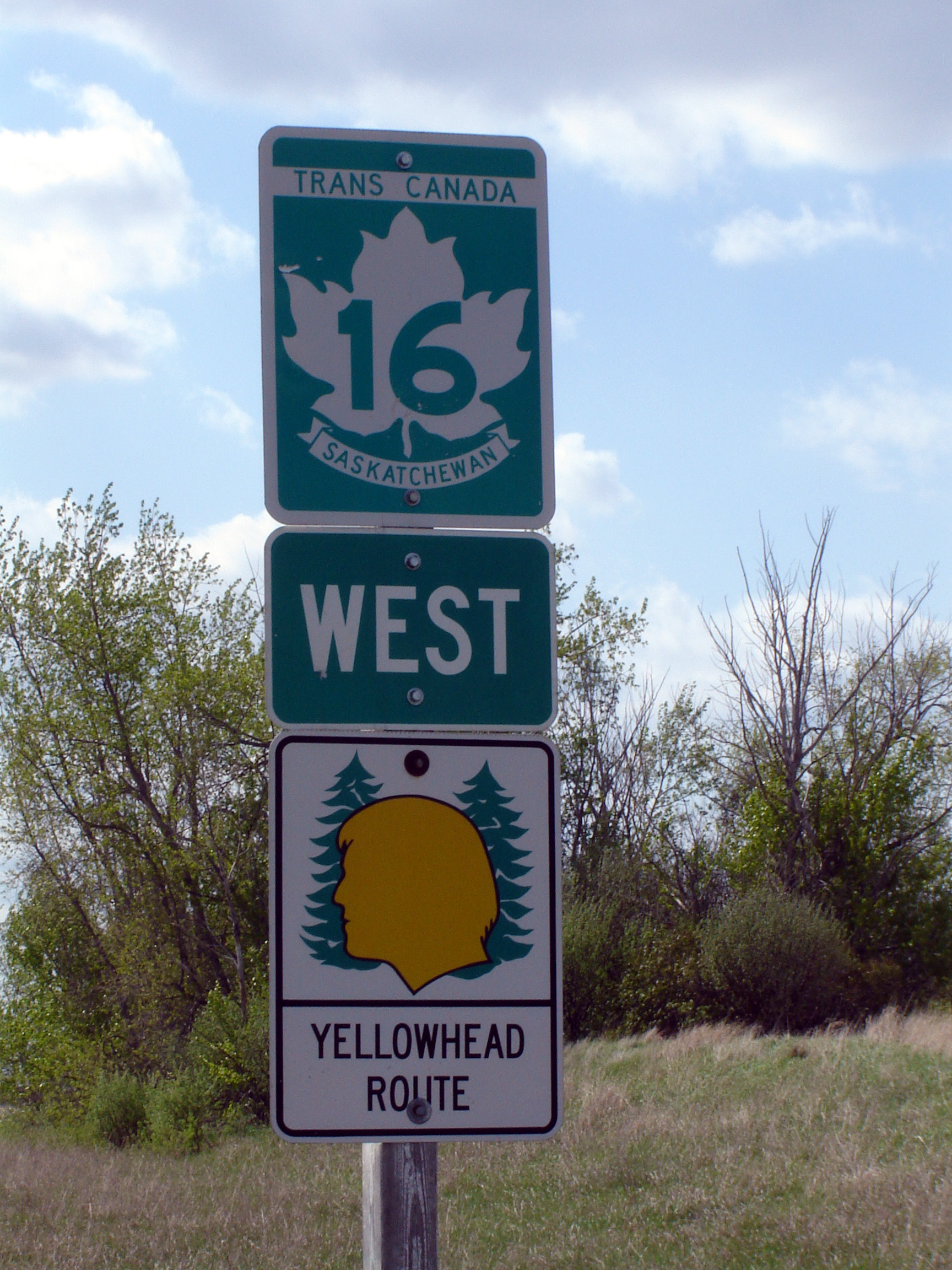
Auszeichnung als Trans-Canada Highway und als Yellowhead Highway

Als Teil des Trans-Canada Highways wird der Highway mit dem besonderen Trans-Canada-Schild gekennzeichnet. Darüber hinaus wird der Yellowhead Highway wird auf seiner kompletten Strecke mit einem besonderen Schild ausgezeichnet. Das Yellowhead-Symbol erinnert an Tête Jaune (frz. für Gelbkopf). Tête Jaune war ein Trapper irokesischer Abstammung, der eine Expedition der Hudson’s Bay Company entlang dieser Route in den Westen Kanadas geführt hatte.